# 韓仕新
韓仕新（1952年—），加拿大政治人物，1996年-2013年間以卑詩自由黨黨員身份擔任卑詩省議會溫哥華奎秦拿選區議員，並曾在前省長金寶爾內閣中出任數項廳長職務，當中包括於2009年-11年間任職卑詩省副省長，以及兩度擔任該省財政廳長。

## 生平
韓仕新生於卑詩省艾伯尼港，1975年從維多利亞大學取得政治學文學士學位。他於1983年成為加拿大亞太基金會財務及行政副總裁，1988年則與妻子羅拉在溫哥華創辦促銷產品公司形象集團（Image Group）。
他於1996年省選代表卑詩自由黨競逐溫哥華奎秦拿選區議席並告當選，首度晉身省議會，並於自由黨在野時期出任官方反對黨影子內閣的衛生、就業及投資、和勞工評議員。自由黨於2001年省選大勝新民主黨，以多數政府姿態上台執政，連任省議員的韓仕新獲省長金寶爾委入內閣，出任衛生服務廳長。
金寶爾於2004年12月調動內閣，韓仕新改任財政廳長，接替請辭的范高廉。他於2005年省選連任奎秦拿選區省議員，在金寶爾內閣改任經濟發展廳長、專責亞太項目廳長和專責2010年冬奧廳長。財政廳長泰萊（Carole Taylor）於2008年請辭後，金寶爾委派韓仕新第二度出任財長。
2009年省選後，韓仕新在金寶爾內閣留任財長，並兼任副省長。金寶爾於同年7月23日宣佈卑詩省將從2010年7月1日起實行合併銷售稅（HST），把原來的5%聯邦銷售及服務稅和7%省銷售稅合併成一個稅率為12%的統一稅制；作為財長的韓仕新於2010年3月30日在省議會引入議案實行HST。新稅制旨在簡化商家的行政手續，因此普遍獲商界支持。然而，HST實施後，部分原本無需收取省銷售稅的服務（如理髮和地毯清潔）需改為收取全數12%的銷售稅，被部分人指為變相加稅，因此方案也被不少反對派人士以至普通省民大力反對。
在自由黨民望因HST風波影響而急跌的背景下，金寶爾於2010年10月改組內閣，韓仕新兼任專責小型企業廳長。然而金寶爾仍面臨沉重壓力，遂於同年11月3日宣佈辭去省長及自由黨黨魁職務。在其後舉行的自由黨黨魁選舉中，韓仕新支持馮宜幹。他亦從同年11月起兼任衛生服務廳長，接替因競選黨魁而請辭的馮宜幹。簡蕙芝於2011年當選該黨黨魁並就任省長後，未有委派韓仕新入閣。在同年自由黨周年大會中，韓仕新建議該黨更名，以反映其與聯邦自由黨的政治理念有異，且兩黨互不隸屬。（該黨於2023年在新黨魁馮宜幹領導下正式更名為卑詩聯合黨。）
他於2012年9月宣布不會在2013年省選中競逐連任省議員。離開政壇後，韓仕新從2014年起出任非牟利組織「卑詩優勢」（AdvantageBC）總裁，向國外商戶推廣卑詩省的投資機遇，2019年卸任總裁後則改任該組織董事會成員。

## 外部連結
- （英文）卑詩省議會網站 韓仕新議員簡介 （页面存档备份，存于）